# Mumbai Challenger
Il Mumbai Challenger è stato un torneo professionistico di tennis giocato su campi in cemento. Faceva parte dell'ATP Challenger Series. Si giocava annualmente a Mumbai in India.

## Albo d'oro

### Singolare
| Anno | Campione          | Finalista              | Punteggio           |
| ---- | ----------------- | ---------------------- | ------------------- |
| 1994 | Leander Paes      | Joost Winnink          | 6–7, 6–3, 6–1       |
| 1995 | Byron Black       | Leander Paes           | 6–3, 6–4            |
| 1996 | Non disputato     | Non disputato          | Non disputato       |
| 1997 | Takao Suzuki      | Barry Cowan            | 6–1, 6–0            |
| 1998 | Antony Dupuis (1) | Julien Boutter         | 7–5, 7–6            |
| 1999 | Antony Dupuis (2) | Julien Boutter         | 7–5, 7–6            |
| 2000 | Leander Paes      | Dennis van Scheppingen | 7–6(2), 3–2 ritiro  |
| 2001 | Federico Luzzi    | Stefano Galvani        | 6(2)–7, 7–5, 7–6(4) |

### Doppio
| Anno | Campioni                         | Finalisti                       | Punteggio          |
| ---- | -------------------------------- | ------------------------------- | ------------------ |
| 1994 | Martin Sinner Martin Zumpft      | Sascha Nensel Torben Theine     | 6–1, 6–4           |
| 1995 | Byron Black Wayne Black          | Neville Godwin David Nainkin    | 6–2, 7–6           |
| 1996 | Non disputato                    | Non disputato                   | Non disputato      |
| 1997 | Emanuel Couto João Cunha e Silva | Marcus Hilpert David Nainkin    | 1–6, 6–6 abbandono |
| 1998 | Noam Behr (1) Eyal Ran (1)       | Mahesh Bhupathi Gaurav Natekar  | 6–2, 7–6           |
| 1999 | Noam Behr (2) Eyal Ran (2)       | Mahesh Bhupathi Gaurav Natekar  | 6–2, 7–6           |
| 2000 | Tomáš Anzari Satoshi Iwabuchi    | Maxime Boye Jonathan Erlich     | 7–6(9), 6–4        |
| 2001 | František Čermák Ota Fukárek     | Mahesh Bhupathi Fazaluddin Syed | 7–6(4), 4–6, 7–5   |